# Platymantis luzonensis
Platymantis luzonensis é uma espécie de anfíbio da família Ranidae.
É endémica das Filipinas.
Os seus habitats naturais são: florestas subtropicais ou tropicais húmidas de baixa altitude, regiões subtropicais ou tropicais húmidas de alta altitude, jardins rurais e florestas secundárias altamente degradadas.
Está ameaçada por perda de habitat.